# La calle de los pianistas
La calle de los pianistas es una película documental argentina de 2015 escrita,dirigida y producida por Mariano Nante. La película está protagonizada por Natasha Binder, Lyl Tiempo, Martha Argerich, Karin Lechner, Alan Kwiek y Sergio Tiempo; cada uno de ellos interpretándose a sí mismos. La película hizo su aparición en cartelera el 11 de junio del mismo año. El film recibió numerosos reconocimientos, entre ellos el Premio Sur y el Premio Cóndor de Plata, ambos como Mejor Documental del Año. Asimismo, recibió galardones en el Festival de Málaga, Festival de Tandil, FIDBA, entre otros.

## Sinopsis
En una pequeña calle de Bruselas hay una inusual concentración de pianistas: de un lado, la casa de Martha Argerich; del otro, la de los Tiempo-Lechner, cuatro generaciones de prodigios pianísticos. Con apenas catorce años, Natasha Binder es la heredera de una dinastía, su última gran promesa. En los diarios de su madre –quien también fue una niña prodigio–, en los videos familiares, en los pianistas de la casa de al lado, Natasha busca respuestas a una pregunta esencial: ¿qué es, en definitiva, ser pianista?

## Premios y nominaciones

### Premios Sur
La décima edición de los Premios Sur se llevará a cabo el 24 de noviembre de 2015.
| Año  | Categoría                 | Nominado      | Resultado |
| ---- | ------------------------- | ------------- | --------- |
| 2015 | Mejor ópera prima         | Mariano Nante | Nominado  |
| 2015 | Mejor película documental | Mariano Nante | Ganador   |

### Premios Cóndor de Plata
La 64° edición de los Premios Cóndor de Plata se llevará a cabo en junio de 2016.
| Año  | Categoría        | Nominado      | Resultado |
| ---- | ---------------- | ------------- | --------- |
| 2016 | Mejor documental | Mariano Nante | Ganador   |

### Festival de Málaga
La película recibió la Mención al Mejor Director y el Premio del Público

### FIDBA
La calle de los pianistas recibió el premio al Mejor Documental de la Competencia Argentina

### Festival de Tandil
La película recibió los premios al Mejor Director y la Mejor Fotografía.